# Incurvariinae
Le Incurvariinae Spuler, 1898 sono una sottofamiglia di lepidotteri, appartenente alla famiglia Incurvariidae, diffusa in tutti i continenti con 41 specie.

## Etimologia
Il nome del taxon, dovuto al genere tipo Incurvaria Haworth, 1828, si deve alla particolare inclinazione dei palpi mascellari (dal latino "Incurvo" = incurvare, piegare).

## Descrizione

### Adulto
La sottofamiglia è costituita da piccole falene diurne, piuttosto primitive, con nervatura alare di tipo eteroneuro e apparato riproduttore femminile provvisto di un'unica apertura per l'accoppiamento e per l'ovodeposizione; per quest'ultima caratteristica anatomica, in passato venivano collocate all'interno della divisione Monotrysia, oggi considerata obsoleta in quanto polifiletica.

In questo taxon è presente il processo tergosternale sul primo segmento addominale, tipico della maggior parte degli Adeloidea.

Le ali sono aculeate, lanceolate (con lunghezza circa tripla rispetto alla larghezza), spesso grigio-brunastre, talvolta con macchie argentate su parte dell'ala anteriore, nella quale il tornus non è individuabile. Il termen è convesso e manca una macchia discale. L'ala posteriore presenta apice arrotondato, è più corta dell'anteriore e adorna di una lunga peluria. Sono assenti le nervature trasversali, mentre quelle longitudinali sono ridotte e poco ramificate. Le nervature anali sono due nell'ala anteriore e tre in quella posteriore.

L'accoppiamento alare è solitamente di tipo frenato (con frenulum più robusto nei maschi), mentre è presente l'apparato di connessione tra ala anteriore e metatorace; si può inoltre riscontrare un ponte precoxale.

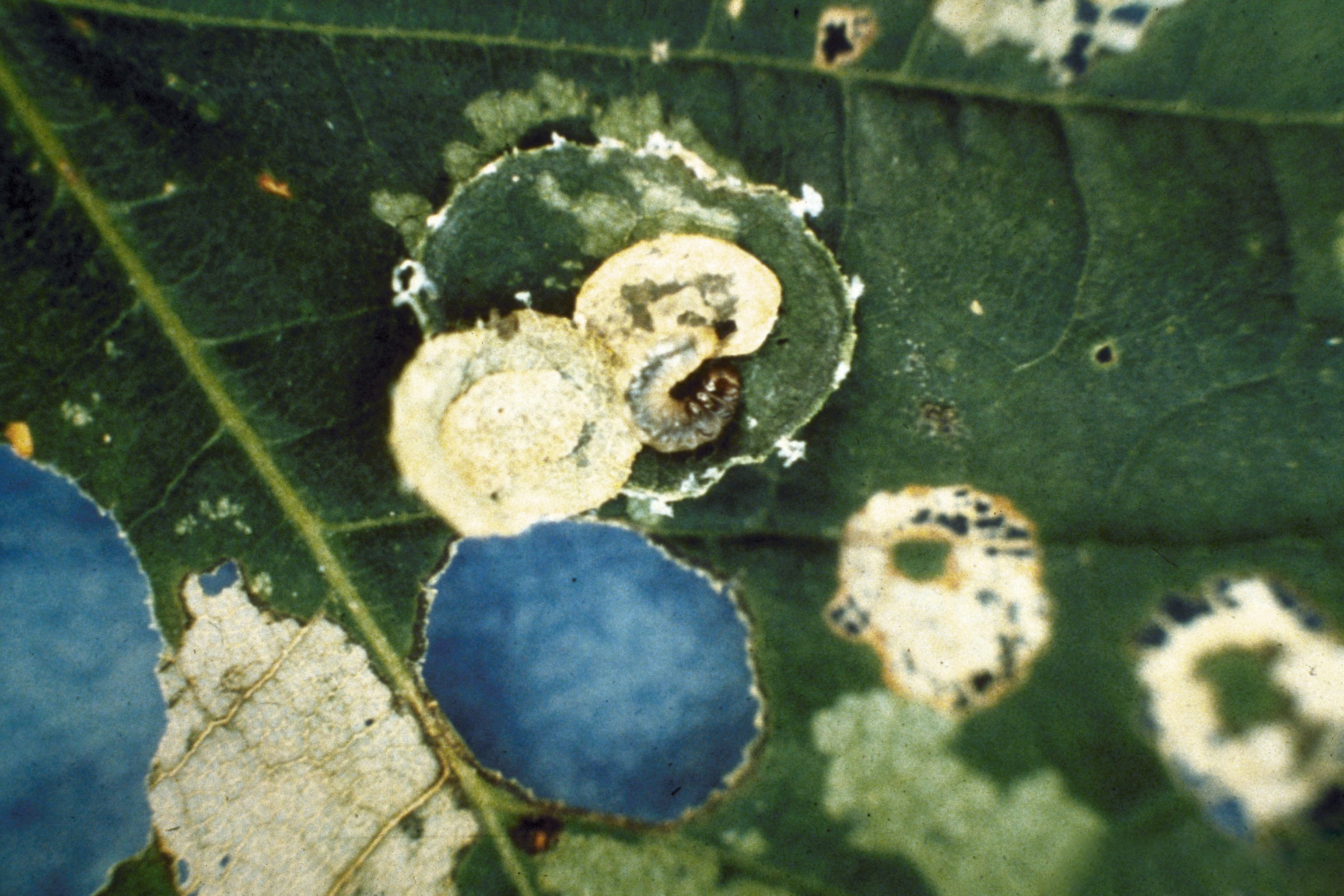
Esempio di danno arrecato dalle larve di Paraclemensia acerifoliella su una foglia di Acer saccharum (fonte: USDA Forest Service)

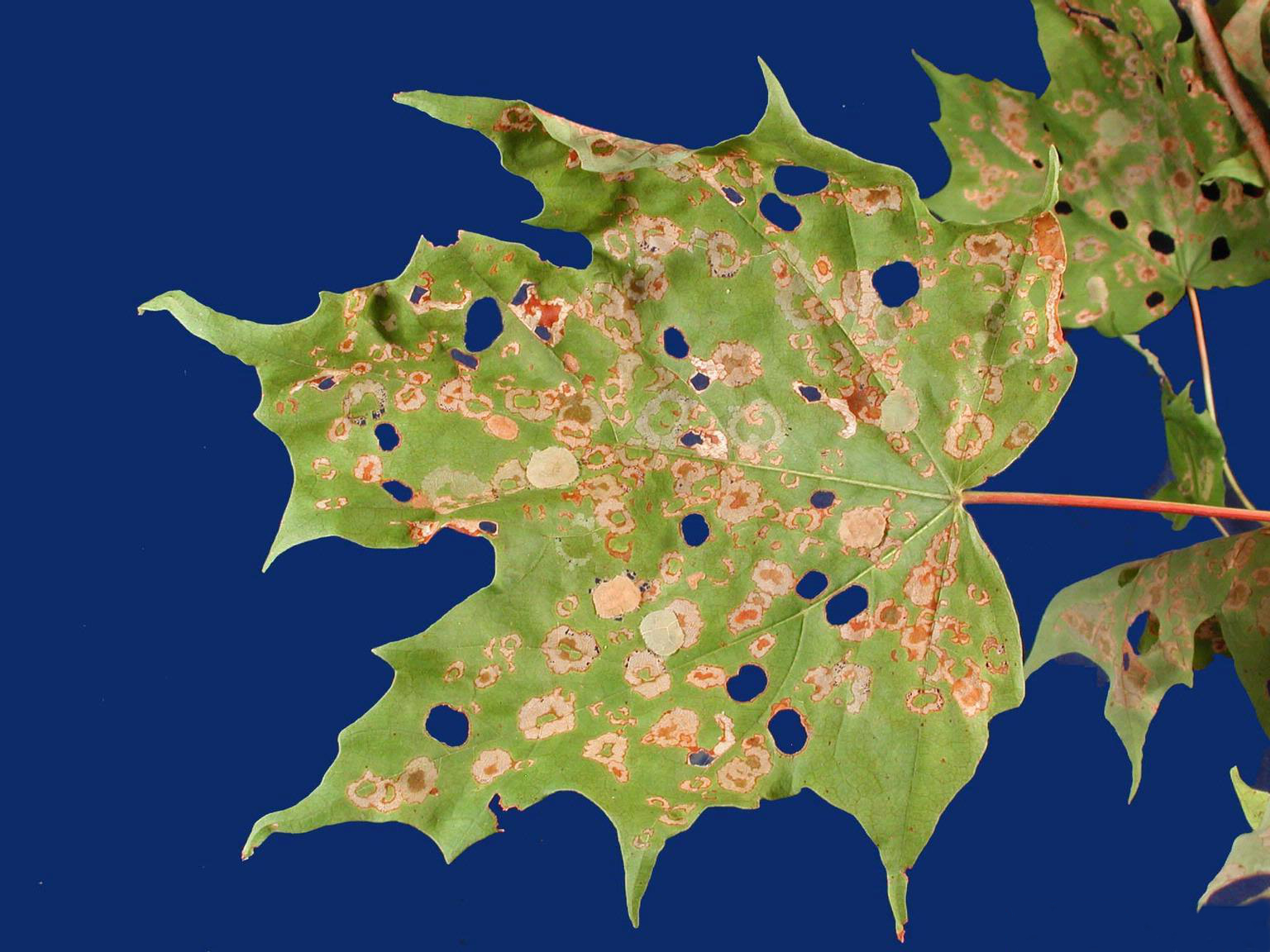
Mine di Paraclemensia acerifoliella (fonte: USDA Forest Service)

Il capo è ricoperto di fitte scaglie, che appaiono addossate alla capsula cefalica particolarmente in prossimità del vertice, così come si osserva ad esempio nella famiglia Heliozelidae.

Le antenne non sono molto lunghe, a differenza di quanto si osserva negli Adelidae, raggiungendo al massimo i tre quarti della lunghezza della costa dell'ala anteriore: possono essere pettinate (p. es. in Incurvaria) o moniliformi, ma mai clavate; lo scapo non è conformato a formare una "visiera".

Gli occhi sono glabri. Gli ocelli sono assenti, come pure i chaetosemata. I palpi mascellari sono ben sviluppati, con quattro o cinque articoli e spesso dotati di invaginazioni a funzione sensoriale; quelli labiali sono essi pure ben sviluppati, ascendenti e trisegmentati; la spirotromba può essere assente, oppure corta e vestigiale o addirittura ben sviluppata, priva di scaglie o con scaglie solo in prossimità della base, conformemente a quanto si riscontra negli Heliozelidae.

Nelle zampe, l'epifisi è di regola presente (ma assente nel genere australiano Perthida), mentre gli speroni tibiali hanno formula 0-2-4.

Nell'apparato genitale maschile non si notano, su ogni valva, la struttura a pettine definita pectinifer, e questo viene considerato un carattere autapomorfico del gruppo all'interno degli Adeloidea, ma sono invece osservabili piccole spine appiattite di forma simile a delle scaglie.

Nel genitale femminile, l'ovopositore è ben sviluppato e di tipo perforante, tipico degli Adeloidea, tale da consentire l'inserimento delle uova all'interno dei tessuti fogliari della pianta ospite.

L'apertura alare può variare da 7 a 16 mm, a seconda della specie considerata.

### Uovo
Le uova, lisce o lievemente punteggiate, vengono inserite singolarmente nei tessuti della pianta ospite, cosicché assumono la forma della "tasca" che le ospita.

### Larva
I bruchi sono simili per struttura e comportamento a quelli degli Adelidae; possiedono solitamente un capo prognato. Le zampe toraciche sono di regola ridotte e poco funzionali; le pseudozampe sono quasi sempre assenti o vestigiali, con uncini (quando presenti) disposti su singole file nei segmenti addominali da III a VI. In Paraclemensia e Vespina si hanno uncini anche sul X segmento addominale.

### Pupa
La pupa o crisalide, è exarata e relativamente mobile, con appendici libere e ben distinte (pupa dectica).

## Biologia

### Comportamento
Le uova vengono deposte una per volta, solitamente al di sotto dell'epidermide di un ramoscello della pianta ospite, ma in alcuni casi anche direttamente nel picciolo di una foglia. La larva, che è di regola una minatrice fogliare, si fa strada verso il picciolo e poi verso la lamina della foglia, producendo mine fogliari di forma caratteristica. È ad esempio il caso dei membri del genere olartico Alloclemensia.

Al termine della fase di accrescimento all'interno delle mine, la larva si ritaglia un involucro ovale a partire dai lembi della mina stessa (ad esempio in Alloclemensia mesospilella), e si rinchiude all'interno di questo fodero, che lascia come ultimo risultato una sorta di foro ovoidale nella pagina della foglia; quando la larva ha raggiunto l'ultimo stadio di maturazione, il fodero si stacca e cade sul terreno, ed inizia l'impupamento. Un ciclo vitale affine si osserva anche nei membri del genere Paraclemensia, come ad esempio P. acerifoliella, che attacca soprattutto le foglie dell'Acero da zucchero (Acer saccharum) in Nordamerica. In alcune specie (p. es. Paraclemensia caerulea e Vespina quercivora) si è notato che mano a mano che il bruco si accresce, taglia altri pezzi di foglia e li aggiunge al fodero iniziale, per aumentarne le dimensioni.

Esiste anche qualche rara specie la cui larva è in grado di produrre un cecidio, a differenza di quanto avviene nei Cecidosidae, ove questa evenienza rappresenta la regola.

In alcuni casi è stata riportata la presenza di densi sciami di queste falene, in particolare di Perthida glyphopa attorno ad alberi di Eucalyptus marginata ed Eucalyptus rudis nell'Australia occidentale.

### Alimentazione
Le larve delle Incurvariinae si accrescono principalmente su piante nutrici appartenenti alle famiglie Myrtaceae (come nel caso di Perthida e Simacauda), oppure Proteaceae (p. es. il genere sudafricano Protaephagus), o ancora Fagaceae (come nel caso di alcune Incurvaria), ma è tuttavia abbastanza ampio lo spettro delle essenze vegetali che vengono attaccate da questi bruchi. Parecchie larve possono attaccare una stessa foglia, provocando nell'insieme seri danni che talvolta arrivano a compromettere la sopravvivenza stessa della pianta ospite.

Un comportamento peculiare è stato osservato nel caso dell'australiana Perthida glyphopa, quando attacca le foglie di Eucalyptus; gli oli essenziali della pianta assumono presumibilmente uno scopo difensivo, ma la larva al primo stadio di sviluppo evita accuratamente di assumerli, mentre inizia a produrre la mina fogliare; in seguito, durante gli stadi successivi, essa spinge le sostanze per lei tossiche contro gli escrementi che man mano produce, e lungo le pareti della mina in formazione, onde evitare di venirne a contatto diretto.
Fa seguito un elenco parziale di generi e specie attaccati da questi bruchi:
- Acer campestre L. (Aceraceae)
- Acer monspessulanum L. (Aceraceae)
- Acer rubrum L. (Aceraceae)
- Acer saccharum Marsh. (Aceraceae)
- Achillea L. (Asteraceae)
- Agrimonia Tourn. ex L. (Rosaceae)
- Alchemilla xanthochlora Rothm. (Rosaceae)
- Alnus japonica (Thunb.) Steud. (Betulaceae)
- Banksia L.f. (Proteaceae)
- Betula nana L. (Betulaceae)
- Betula papyrifera Marsh. (Betulaceae)
- Betula pendula Roth (Betulaceae)
- Betula platyphylla Sukaczev (Betulaceae)
- Betula pubescens Ehrh. (Betulaceae)
- Carpinus betulus L. (Betulaceae)
- Carpinus tschonoskii Maxim. (Betulaceae)
- Castanea crenata Siebold & Zucc. (Fagaceae)
- Castanea sativa Mill. (Fagaceae)
- Clethra barbinervis Siebold & Zucc. (Clethraceae)
- Cornus alba L. (Cornaceae)
- Cornus canadensis L. (Cornaceae)
- Cornus controversa Hemsl. (Cornaceae)
- Cornus florida L. (Cornaceae)
- Cornus mas L. (Cornaceae)
- Cornus sanguinea L. (Cornaceae)
- Cornus sericea L. (Cornaceae)
- Corylus avellana L. (Betulaceae)
- Crataegus parvifolia Willd. ex Torr. & A.Gray (Rosaceae)
- Eucalyptus camaldulensis Dehnh. (Myrtaceae)
- Eucalyptus diversicolor F.Muell. (Myrtaceae)
- Eucalyptus erythrocorys F.Muell. (Myrtaceae)
- Eucalyptus gomphocephala DC. (Myrtaceae)
- Eucalyptus jacksonii Maiden (Myrtaceae)
- Eucalyptus loxophleba Benth. (Myrtaceae)
- Eucalyptus marginata Donn ex Sm. (Myrtaceae)
- Eucalyptus occidentalis Endl. (Myrtaceae)
- Eucalyptus patens Benth. (Myrtaceae)
- Eucalyptus pilularis Sm. (Myrtaceae)
- Eucalyptus redunca Schauer (Myrtaceae)
- Eucalyptus rudis Endl. (Myrtaceae)
- Eucalyptus salubris F.Muell. (Myrtaceae)
- Eucalyptus todtiana F.Muell (Myrtaceae)
- Eucalyptus transcontinentalis Maiden (Myrtaceae)
- Fagus grandifolia Ehrh. (Fagaceae)
- Fagus sylvatica L. (Fagaceae)
- Filipendula Mill. (Rosaceae)
- Fragaria vesca L. (Rosaceae)
- Geum rivale L. (Rosaceae)
- Kalopanax septemlobus (Thunb.) Koidz. (Araliaceae)
- Lyonia ovalifolia (Wall.) Drude (Ericaceae)
- Malus L. (Rosaceae)
- Potentilla reptans L. (Rosaceae)
- Prunus L. (Rosaceae)
- Quercus acutissima Carruth. (Fagaceae)
- Quercus agrifolia Née (Fagaceae)
- Quercus aliena Blume (Fagaceae)
- Quercus serrata Thunb. (Fagaceae)
- Rhododendron farrerae Tate ex Sweet (Ericaceae)
- Ribes alpinum L. (Grossulariaceae)
- Ribes uva-crispa L. (Grossulariaceae)
- Rosa pimpinellifolia L. (Rosaceae)
- Rubus chamaemorus L. (Rosaceae)
- Rubus fruticosus L. (Rosaceae)
- Rubus idaeus L. (Rosaceae)
- Saxifraga rotundifolia L. (Saxifragaceae)
- Sorbus alnifolia (Siebold & Zucc.) K.Koch (Rosaceae)
- Spiraea douglasii Hook. (Rosaceae)
- Tilia L. (Malvaceae)
- Ulmus americana L. (Ulmaceae)
- Vaccinium myrtillus L. (Ericaceae)
- Vaccinium vitis-idaea L. (Ericaceae)
- Viburnum dilatatum Thunb. (Adoxaceae)
- Viburnum furcatum Blume ex Maxim. (Adoxaceae)
- Wisteria floribunda (Willd.) DC. (Fabaceae)

### Parassitoidismo
Si conoscono da tempo fenomeni di parassitoidismo ai danni delle larve di Incurvariinae, da parte di diverse specie di imenotteri appartenenti alle superfamiglie Chalcidoidea e Ichneumonoidea; tra queste citiamo:
- Famiglia Braconidae Nees, 1811
  - Bracon montowesei (Viereck, 1917)
  - Cotesia affinis (Nees, 1834)
  - Pholetesor ornigis (Weed, 1887)
  - Pseudapanteles gouleti Fernandez-Triana, 2010
- Famiglia Eulophidae Westwood, 1829
  - Chrysocharis nepherea (Walker, 1839)
  - Chrysonotomyia sp. Ashmead, 1904
  - Closterocerus trifasciatus Westwood, 1833
  - Diaulomorpha sp. Ashmead, 1900
  - Pnigalio maculipes (Crawford, 1913)
- Famiglia Ichneumonidae Latreille, 1802
  - Agrothereutes iridescens (Cresson, 1864)
  - Alophosternum foliicola Cushman, 1933
  - Campoplex rothii (Holmgren, 1860)
  - Gelis proximus (Forster, 1850)
  - Mastrus deminuens (Hartig, 1838)
  - Orthizema subannulatum (Bridgman, 1883)
  - Scambus decorus Walley, 1960
  - Theroscopus esenbeckii (Gravenhorst, 1815)
- Famiglia Pteromalidae Dalman, 1820
  - Hypopteromalus inimicus Muesebeck, 1927
  - Pteromalus phycidis (Ashmead, 1898)

## Distribuzione e habitat
La sottofamiglia è cosmopolita, pur con una maggiore biodiversità nel Paleartico ed in Australia. Le specie dell'emisfero meridionale sembrano essere più primitive.
L'habitat è rappresentato da boschi e foreste a latifoglie.

## Tassonomia

### Generi
La sottofamiglia si compone, a livello mondiale, di 12 generi (cui se ne aggiungono altri due fossili), per un totale di 41 specie; di questi, 5 generi e 13 specie sono presenti in Europa, mentre solo 3 generi e 11 specie sono diffusi anche in Italia. Non sono noti endemismi italiani.
Va aggiunto tuttavia che al momento non c'è accordo tra gli studiosi riguardo al numero complessivo delle specie ascrivibili a questa sottofamiglia, particolarmente per quanto concerne quelle appartenenti ai generi Perthida e soprattutto Incurvaria, con diversi membri che vengono di volta in volta ascritti ai Prodoxidae o addirittura ai Tineidae.
- Alloclemensia Nielsen, 1981 - Entomologica scand. 12(3): 274[25] (6 specie olartiche, di cui una sola in Europa, presente anche in Italia)
- Basileura Nielsen & Davis, 1981 - Steenstrupia, 7(3): 28[31] (una specie neotropicale)
- Incurvaria Haworth, 1828 - Lepid. Br.: 559[42] (12 specie paleartiche e orientali, di cui 9 in Europa e 8 nell'Italia continentale) (genere tipo)
- †Incurvarites Rebel, 1934 - Palaeobiologica 6: 14[43] (una specie ritrovata nell'ambra del Baltico)
- Paraclemensia Busck, 1904 - J. N. Y. ent. Soc. 12: 177[44] (8 specie olartiche, di cui una sola in Europa, presente anche nell'Italia continentale)
- Perthida Common, 1969 - J. Aust. ent. Soc. 8: 126[33] (4 specie australasiane)
- Phylloporia Heinemann, 1870 - Schmett. Dtl. Schweiz (2) 2(1): 57[45] (2 specie, di cui una sola in Europa, assente in Italia)
- Procacitas Kuprijanov, 1992 - Atalanta 23(3/4): 638[46] (una specie paleartica)
- †Prophalonia Rebel, 1936 - Iris 49: 167 (2 specie fossili ritrovate nell'ambra)
- Protaephagus Scoble, 1980 - J. ent. Soc. S. Afr. 43(1): 79[32] (una specie afrotropicale)
- Rhathamictis Meyrick, 1924 - Trans. N.Z. Inst. 55: 662[47] (una specie australasiana)
- Simacauda Nielsen & Davis, 1981 - Steenstrupia 7(3): 36[31] (una specie neotropicale)
- Subclemensia Kozlov, 1987 - Cheshuekrylye Dalnego Vostoka SSSR: 17[48] (una specie paleartica)
- Vespina Davis, 1972 - Proc. ent. Soc. Wash. 74: 472[49] (3 specie olartiche, di cui una in Europa, assente in Italia)

### Sinonimi
Non sono stati riportati sinonimi.

### Alcune specie

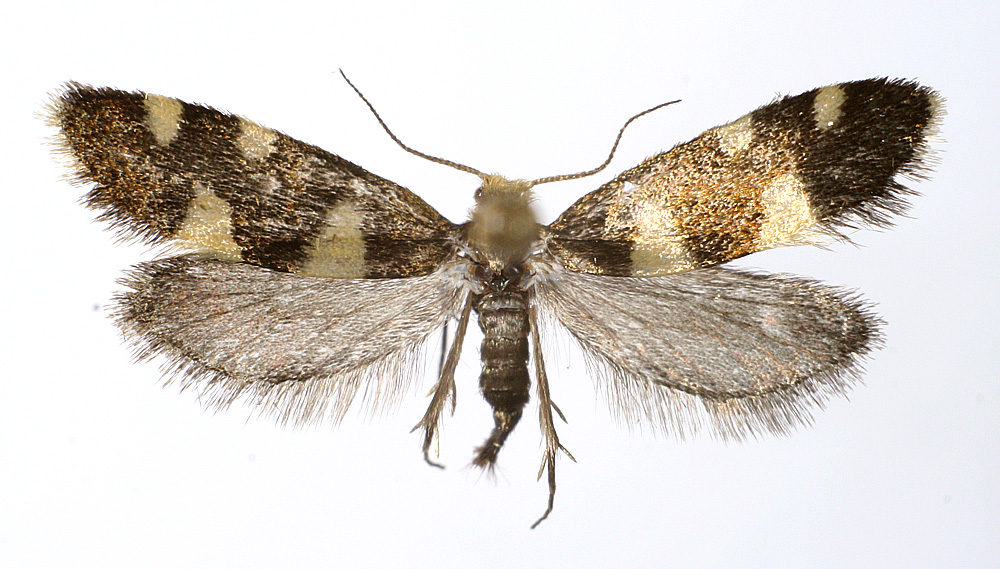
Alloclemensia mesospilella
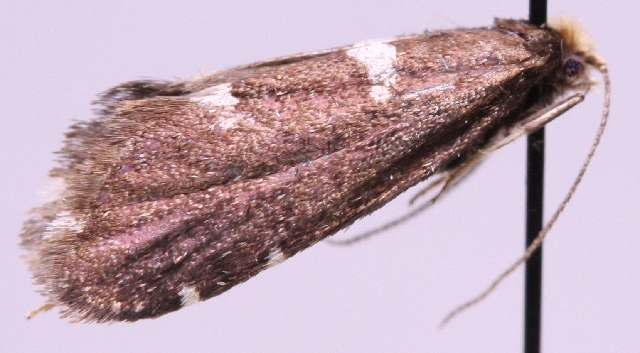
Incurvaria circulella
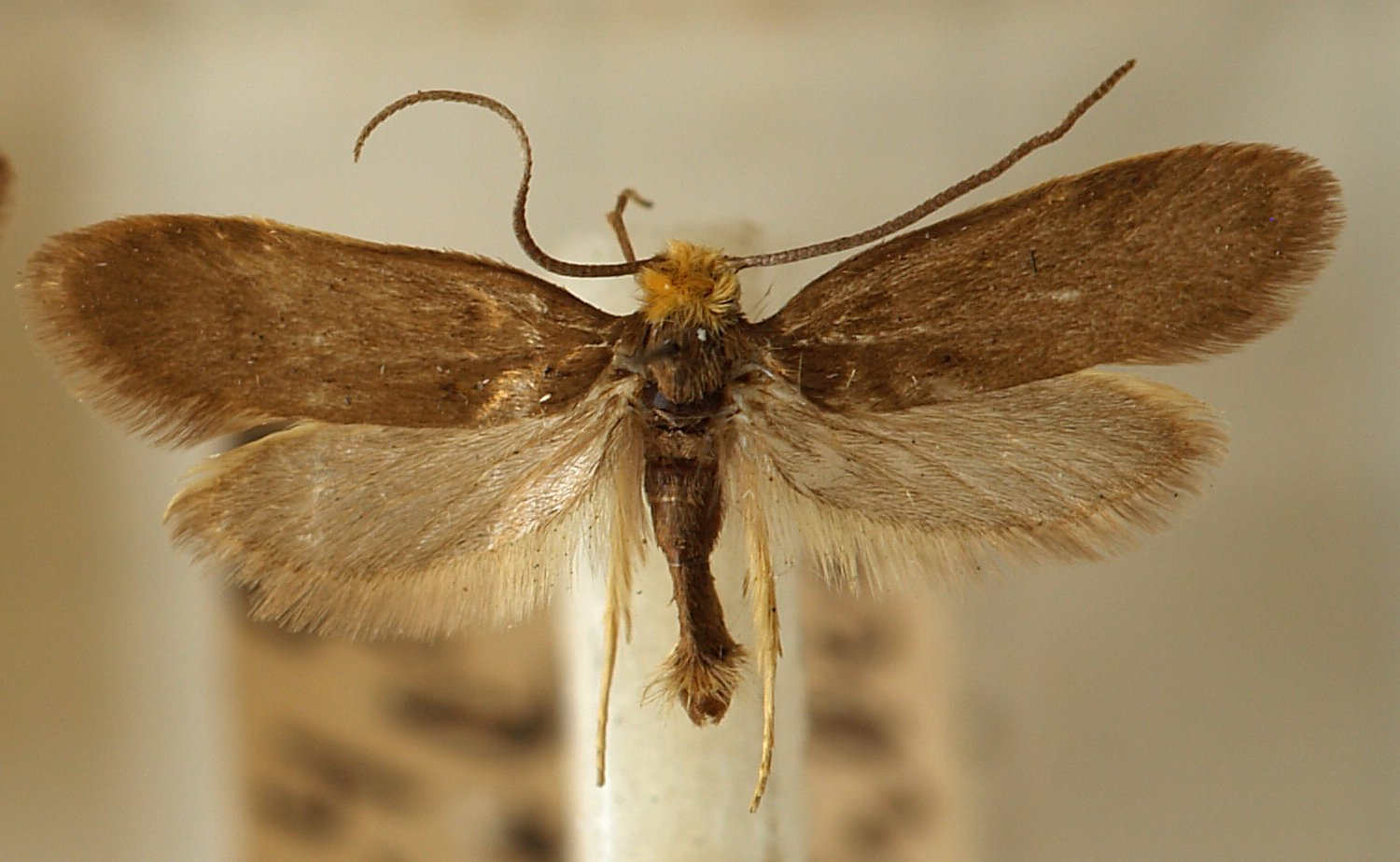
Incurvaria koerneriella
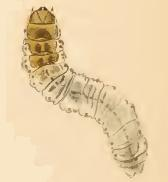
Incurvaria koerneriella Larva
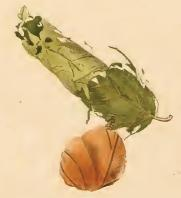
Incurvaria koerneriella Danni a foglia di faggio
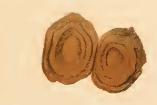
Incurvaria koerneriella Astuccio larvale
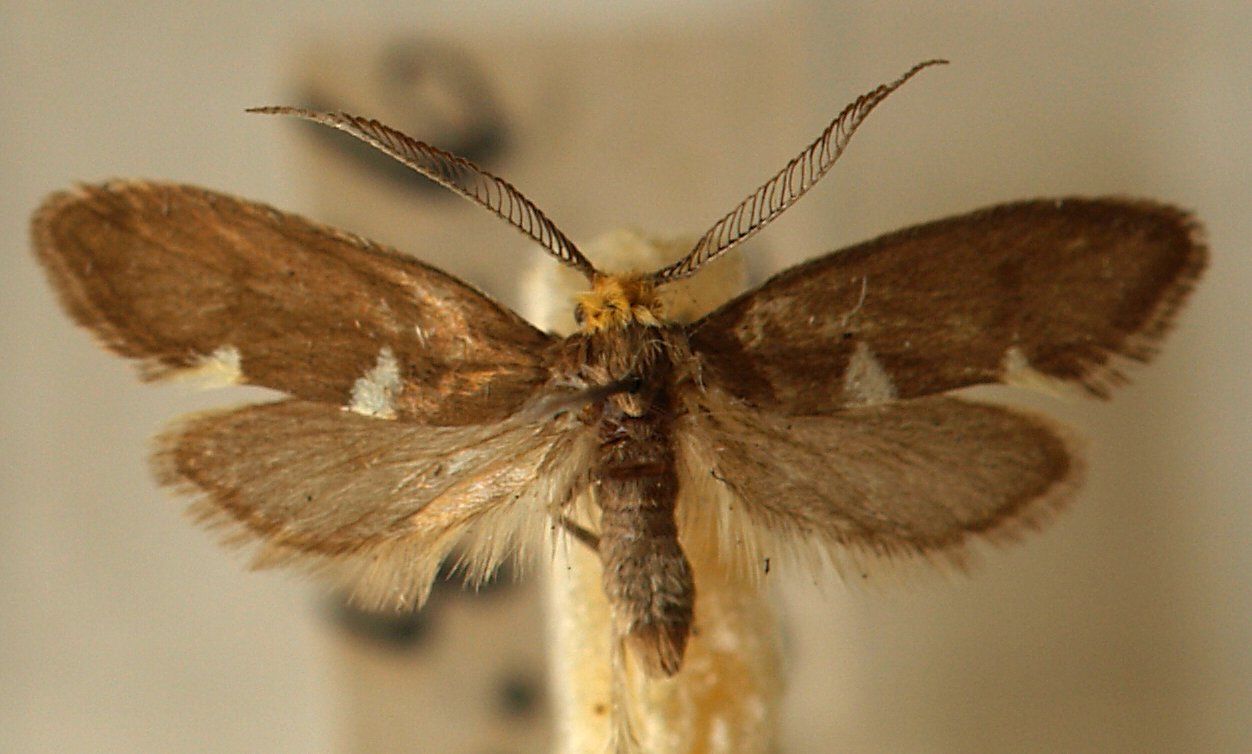
Incurvaria masculella
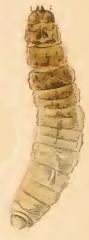
Incurvaria masculella Larva
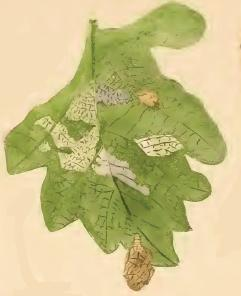
Incurvaria masculella Mine su foglia di quercia
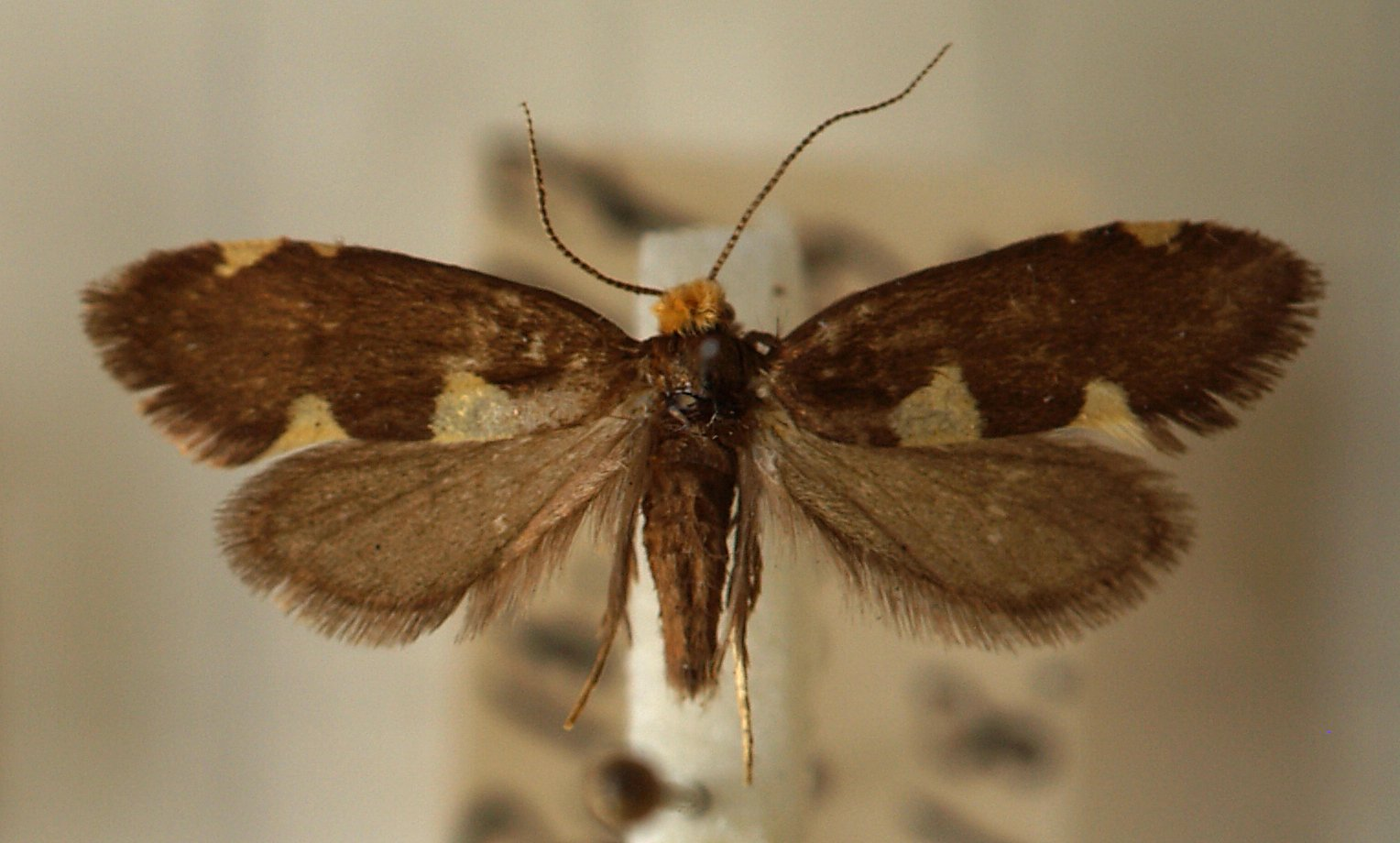
Incurvaria oehlmanniella
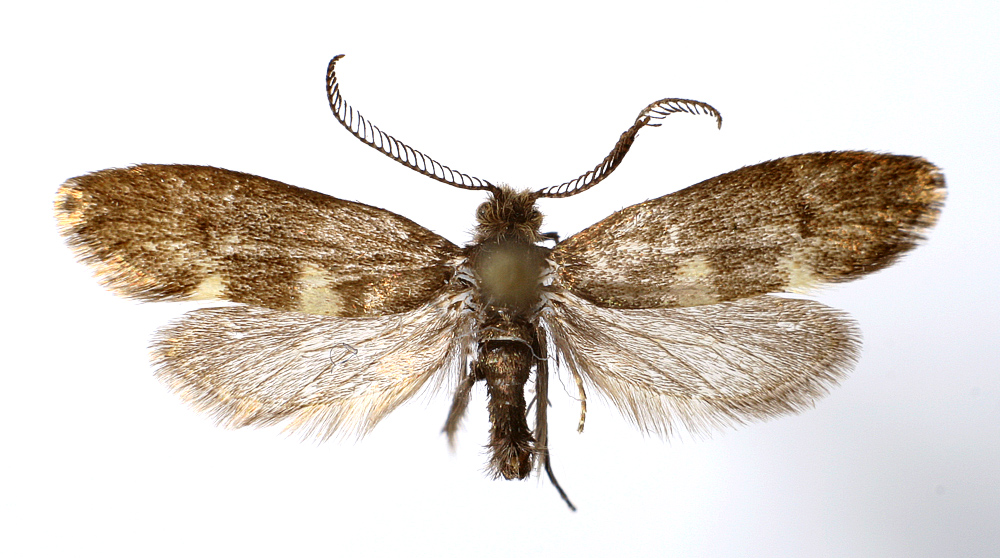
Incurvaria pectinea
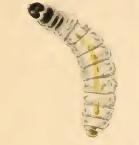
Incurvaria pectinea Larva
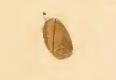
Incurvaria pectinea Astuccio larvale
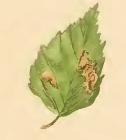
Incurvaria pectinea Mine su foglia di betulla
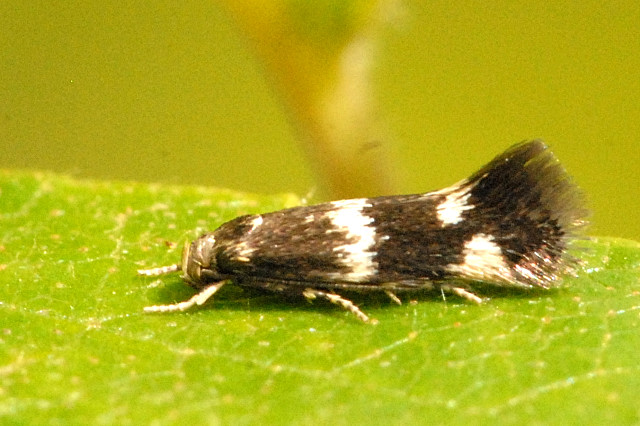
Incurvaria praelatella
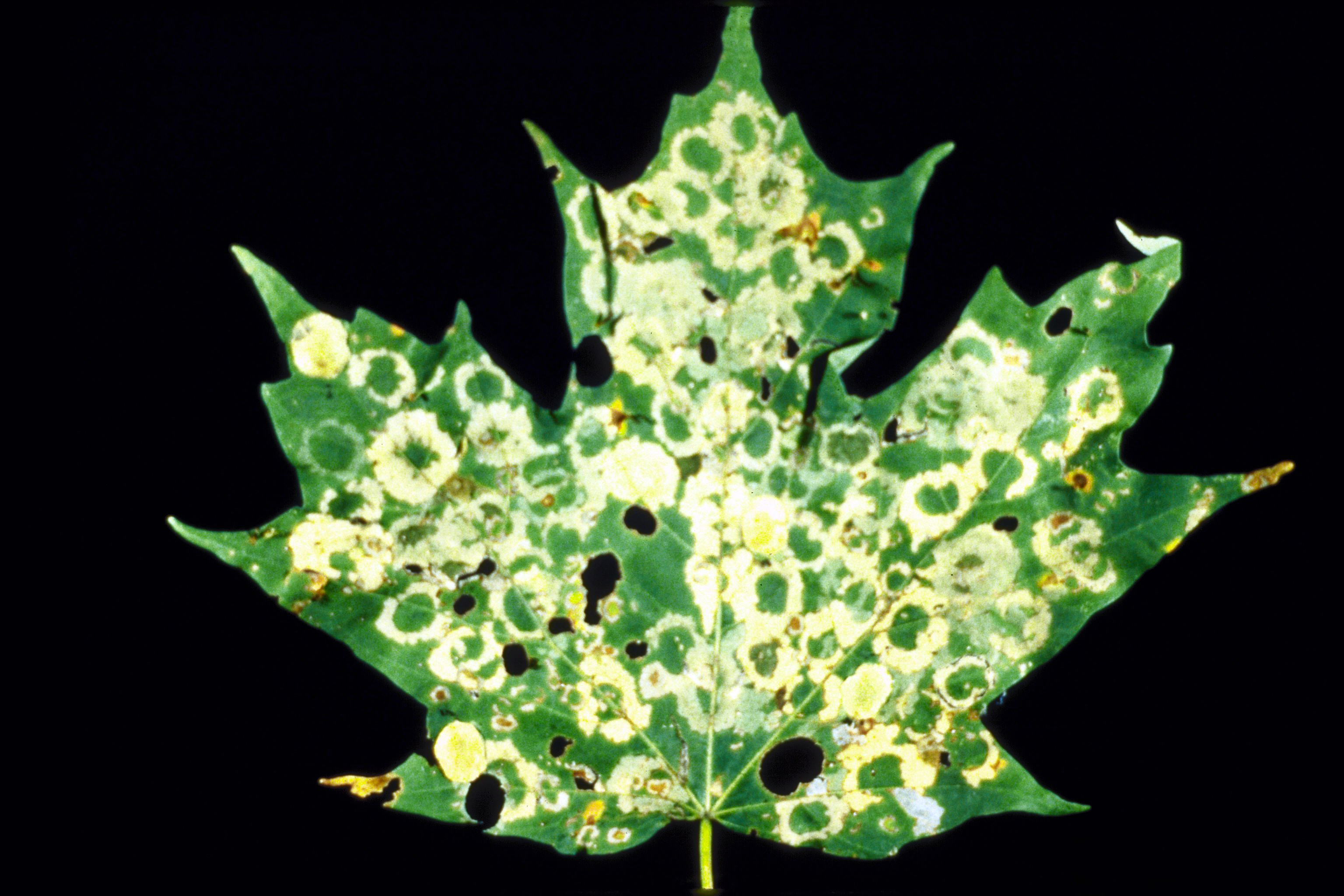
Paraclemensia acerifoliella Mine su foglia di acero
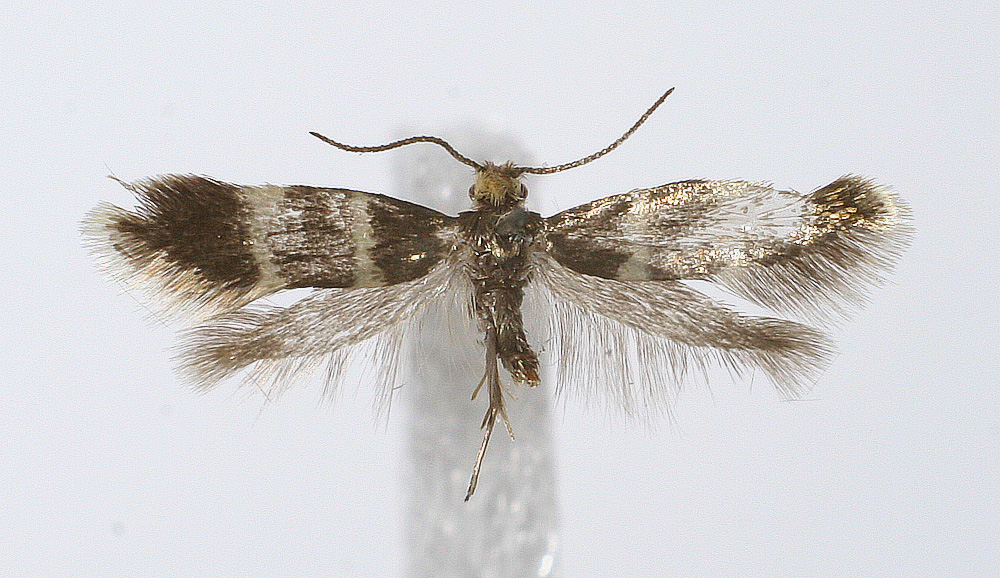
Phylloporia bistrigella
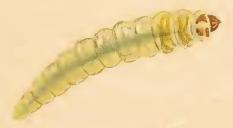
Phylloporia bistrigella Larva
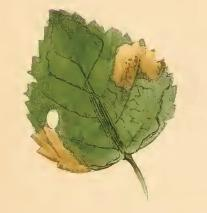
Phylloporia bistrigella Mine su foglia di betulla

## Conservazione
Nessuna specie appartenente a questa sottofamiglia è stata inserita nella Lista rossa IUCN.